# Форест, Майкл
Джеральд Майкл Шарльбуа (англ. Gerald Michael Charlebois; род. 17 апреля 1929, Харви, Северная Дакота) — американский актёр озвучивания.

## Биография
Родился 17 апреля 1929 года в Харви, Северная Дакота. В раннем возрасте переехал со своей семьей в Сиэтл, штат Вашингтон. Получил степень бакалавра английского языка и драматургии в Университете штата Калифорния в Сан-Хосе.

## Карьера
В возрасте 71 года Форест озвучил принца Олимпия в сериале «Могучие рейнджеры: Успеть на помощь». В ранние годы своей карьеры он был актёром кино и телевидения и сыграл Аполлона в научно-фантастическом  сериале «Звёздный путь: Оригинальный сериал», появившись в эпизоде «Кто скорбит по Адонису?». Форест сыграл эту роль и в эпизоде сериала «Звёздный путь продолжается», почти 46 лет спустя. В 1964 году он появился в эпизоде «Шоу Дика Ван Дайка». Большую часть своей карьеры Форест являлся актёром озвучивания, принимая участие в создании фильмов, видеоигр, аниме и телепередач.